# Les cavités de Beaumont-le-Roger
Les cavités de Beaumont-le-Roger este o arie protejată (sit de importanță comunitară — SCI) din Franța întinsă pe o suprafață de 0,55 ha, integral pe uscat.

## Localizare
Centrul sitului Les cavités de Beaumont-le-Roger este situat la coordonatele 49°04′58″N 0°46′34″E / 49.08278°N 0.77611°E.

## Înființare
Situl Les cavités de Beaumont-le-Roger a fost declarat arie specială de conservare în baza directivei 92/43 din 1992 referitoare la conservarea habitatelor naturale și a faunei și florei sălbatice pentru a proteja 4 specii de animale.

## Biodiversitate
Situată în ecoregiunea atlantică, aria protejată conține 2 habitate naturale: Păduri pe pante, grohotișuri și ravene de Tilio-Acerion, Păduri de stejar sau de stejar și carpen sub-atlantice și medio-europene de Carpinion betuli.
La baza desemnării sitului se află mai multe specii protejate de  mamifere (4): liliac cu urechi mari (Myotis bechsteinii), liliac cărămiziu (Myotis emarginatus), liliac comun (Myotis myotis), liliacul mare cu potcoavă (Rhinolophus ferrumequinum).
Pe lângă speciile protejate, pe teritoriul sitului au mai fost identificate 7 specii de mamifere.